# Raionul Chișinău
Raionul Chișinău (în rusă Кишинёвский район) a fost o unitate teritorial-administrativă din RSS Moldovenească, care a existat de la 11 noiembrie 1940 până la 9 ianuarie 1956.

## Istorie
La fel ca majoritatea raioanelor RSS Moldovenești, raionul Chișinău a fost înființat pe 11 noiembrie 1940, iar centru raional a fost desemnat orașul Chișinău.
Până la 16 octombrie 1949 raionul a fost în componența Ținutului Chișinău, iar după abolirea divizării pe ținuturi a intrat în subordonare republicană. Tot atunci Chișinăul a primit privilegii de unitate administrativă independentă, iar centrul raional a fost mutat la Durlești.
Din 31 ianuarie 1952 până în 15 iunie 1953, raionul a intrat în componența districtului Chișinău, după abolirea districtelor din RSSM a redevenit din nou în subordonare republicană.
La 9 ianuarie 1956, raionul Chișinău a fost lichidat și împărțit între raioanele Bulboaca, Cotovsc și Strășeni.
În anii 1970—1990 jumătate din teritoriul fostului raion Chișinău a fost trecută în subordonarea consiliului municipal Chișinău, iar restul aproape în întregime a intrat în componența raionului Ialoveni (format la 25 martie 1977).

## Divizare administrativă
La 1 ianuarie 1955 raionul Chișinău era compus din 10 soviete sătești: Băcioi, Durlești, Cojușna, Puhoi, Răzeni, Suruceni, Sîngera, Trușeni, Țipala și Ialoveni.